# Cypro-minoisk skrift

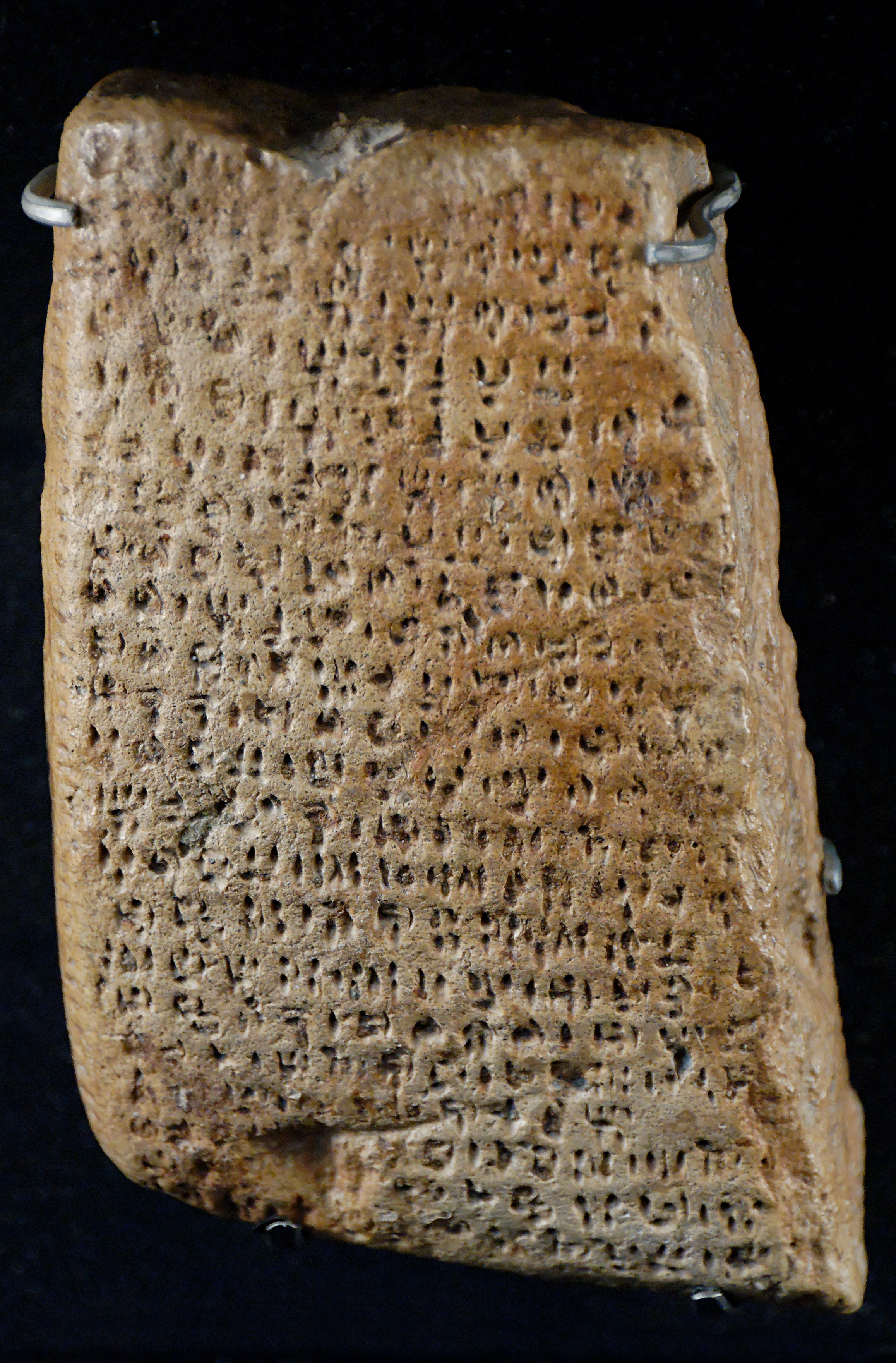
Lertavla från Enkomi

Cypro-minoisk skrift är en stavelseskrift som användes på Cypern och i Syrien som användes 1500 till 1000 f Kr. Skriften omfattar ca 85 tecken och de längsta texterna har hittats på lertavlor från Enkomi på Cypern. Skriften har inte tolkats, men antas ha utvecklats ur den kretensiska linear A och har sedan utvecklats till cyprisk stavelseskrift.